# Дев'янін Анатолій Михайлович
Анатолій Михайлович Дев'я́нін (нар. 3 жовтня 1911, Харків — пом. 15 липня 1985, Київ) — український радянський графік, член Спілки художників України з 1958 року. Заслужений працівник культури УРСР з 1969 року.

## Біографія
Народився 20 вересня [3 жовтня] 1911 року в місті Харкові (нині Україна). 1932 року закінчив Харківський художній технікум, в 1937 році — Харківський поліграфічний інститут (викладачі Йосип Дайц, Михайло Дерегус, Сергій Єржиковський, Василь Касіян, Михайло Щеглов).
Брав участь у німецько-радянській війні. Член ВКП(б) з 1944 року. Нагороджений орденами Червоної Зірки (30 квітня 1945), Вітчизняної війни ІІ-го ступеня (6 квітня 1985), медалями «За бойові заслуги» (28 серпня 1943); «За оборону Кавказу» (4 квітня 1945), «За перемогу над Німеччиною» (9 травня 1945), «За взяття Будапешта» (9 червня 1945).
Впродовж 1949–1957 років працював художнім редактором журналів «Піонерія», «Знання та праця», Дитвидаву; головним художником Держлітвидаву УРСР, у 1957–1968 роках — Головполіграфвидаву Міністерства культури УРСР та Комітенту з преси УРСР, у 1968–1973 роках — видавництва «Мистецтво»; одночасно протягом 1962–1966 років викладав в Українському поліграфічному інституті.

Могила Анатолія Дев'яніна.

Жив у Києві, в будинку на бульварі Лесі Українки № 15, квартира 29. Помер 15 липня 1985 року. Похований в Києві на Байковому кладовищі.

## Творчість
Працював у галузі книжкової, станкової графіки та плаката. Серед робіт:
- серія малюнків на фронтову тему для агітаційних листівок «Фронтові дороги» (1941—1945; олівець, акварель);
- серія акварелей «По Румунії» (1946—1949), «Будапешт–45» (1970—1973);
- автолітографії «М. Гоголь» (1952), «Взимку на Хрещатику» (1954), «Бухарест. Пам'ятник Т. Шевченку у Центральному парку» (1961);
- акварелі «Будівництво набережної Дніпра» (1955), «Будинок-музей Тараса Шевченка в Києві» (1957);

плакати
- «Дамо країні соціалізму тисячі нових, відважних парашутистів!» (1940);
- «Кінець нашого світу» (1965);
- «На одній планеті» (1966);

оформив книги
- казки «Василько» Анатолія Шияна у книзі «П'єси-казки» (Київ, 1951);
- «Створення світу» Віталія Закруткіна (1958);
- «Поема про хлопчика і моряка» Миколи Нагнибіди (Київ, 1959);
- «Десну перейшли батальйони» Олекси Десняка (Київ, 1963);
- «Третя ракета» Василя Бикова (Київ, 1964);
- «Людолови» Зінаїди Тулуб (Київ, 1965);
- «Головний полудень» О. Мірера (Київ, 1977).

Брав участь у всеукраїнських виставках з 1951 року, всесоюзних з 1957 року та зарубіжних з 1959 року. Персональна виставка відбулася у Києві у 1975 році.